# Festa Major del Turó de la Peira
La Festa Major del Turó de la Peira se celebra a mitjans del mes de juny, dies abans de la Nit de Sant Joan, al barri dEl Turó de la Peira, al districte de Nou Barris de Barcelona. S'hi fan actes i celebracions per a tots els públics. Durant un cap de setmana llarg s'hi acumulen un bon gruix d'activitats, com ara àpats populars, torneigs esportius, una cantada d'havaneres, concerts i balls de festa major, espectacles d'animació infantil o cinema a la fresca.

## Actes destacats
- Cantada d'havaneres. Les havaneres i el rom cremat acaparen la vetllada més esperada de la festa major, en què un grup musical interpreta –sovint amb l'acompanyament del públic– les havaneres i les cançons de taverna més populars.[1]